# Château de Tournon (Savoie)
Pour le château homonyme de Tournon-sur-Rhône, voir Château de Tournon.
Le château de Tournon, est un ancien château médiéval sur motte, centre de la châtellenie de Tournon et au XVIe siècle du comté puis du marquisat de Tournon, remanié au XIVe siècle et aux XVIIe et XVIIIe siècles, qui se dressent sur la commune de Tournon, une commune française dans le département de la Savoie en région Auvergne-Rhône-Alpes.

## Situation

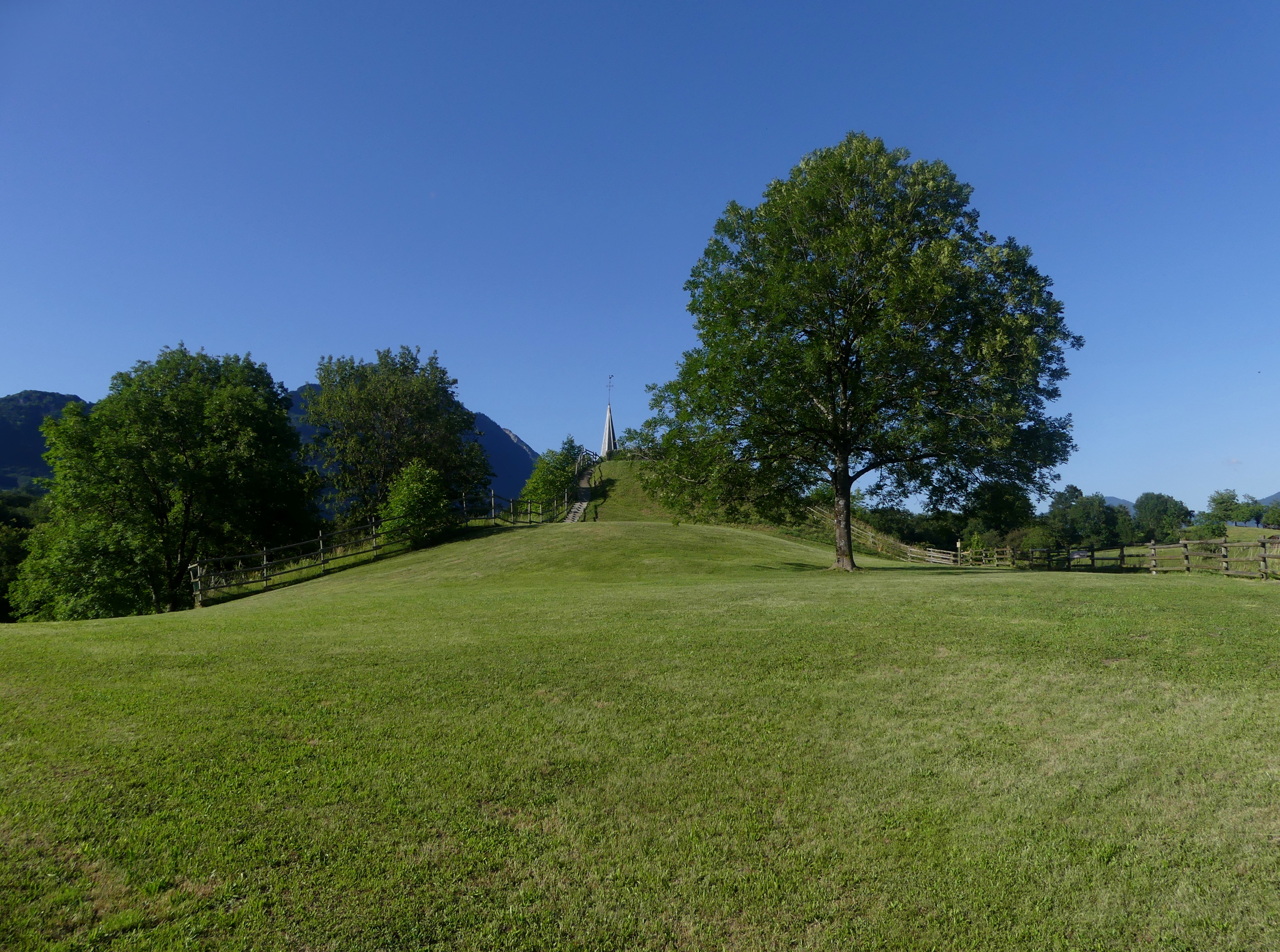
Colline de la Tourmotte en 2022.

Le château, ruiné, se situait sur le terrtiroire de la commune de Tournon dans le département de la Savoie.
Le château était édifié à l'ouest du bourg actuel, au sommet de la Tourmotte, plateau en forme de pentagone irrégulier, orienté sud nord, à 420 m d'altitude, dominant la vallée de l'Isère.
Le château contrôlait, avec les châteaux de Chevron (sur la commune actuelle de Mercury) et de Conflans (Albertville), la vallée de la moyenne Isère, ainsi que l'accès à la vallée de Faverges, par le col de Tamié.

## Histoire

### Premiers temps
Le site aurait été occupé par les Allobroges qui y auraient édifié une fortification, remplacés par les Romains qui y seraient restés quatre siècles.
Une famille de Tournon est présente dans différents actes au Xe et XIe siècles ; Bonnefroi de Tournon, en 1132, est cité dans l'acte de fondation de l'abbaye de Tamié. On relève Aymard de Tournon, en 1174, et Nantelme de Tournon, en 1233, cités comme témoins. La dernière mention de cette famille date de 1450.
Au Xe siècle[réf. nécessaire] est élevé un château à motte remplacé au cours du XIIe siècle par une tour carrée. Installé sur le promontoire de la Tourmotte, il porte parfois le nom de château de la Tour Motte.

### La seigneurie de Tournon, une possession comtale
Le château et la seigneurie relèvent directement du domaine des comtes de Savoie, dès le XIIIe siècle, même si celui-ci se trouve dans l'aire d'influence de la famille de Chevron Villette, et qu'une famille de Tournon soit mentionnée jusqu'au XVe siècle.
En 1210, le comte Thomas Ier de Savoie est ainsi le maître de Tournon. À sa mort, en 1233, le château passe à son fils ainé Amédée IV de Savoie qui le donne à son frère Boniface de Savoie, archevêque de Cantorbéry en 1252, qui gardera la seigneurie jusqu'en 1270. Le comte Philippe Ier de Savoie en hérite à la mort du prélat. Les comptes de châtellenie nous permettent de savoir qu'il entreprend des réparations du château. Entre les années 1284-1285, la porte est refaire. Il passe dans les mains d'Amédée V de Savoie, qui octroie des franchises au bourg de Tournon, en 1300. Il séjourne souvent dans le château, en 1300. Au cours conflit qui oppose le Dauphin aux Savoie, entre 1285 et 1355, le château de Tournon fait l'objet d'un siège de la part des troupes Dauphinoises, en 1321. Les comptes de châtellenie du châtelain Nicolas Ravoyre indique des réparations en 1317 et 1321.
Se succèdent Édouard de Savoie, puis Aymon de Savoie qui le vend ainsi que le mandement le 20 mars 1333 à Rodolphe de Montbel, abbé de Saint-Michel-de-la-Cluse, pour la somme de 7 000 florins qui le conservera jusqu'en 1357,,. Le comte Amédée VI de Savoie le rachète, en 1357,, en usant de son droit de rachat perpétuel et l'échange avec les fiefs de Lanslevillard en Maurienne et un fief en Piémont, de Bessans, du péage de Lanslebourg et les terres de Coazze,. Peu à peu délaissé, il subit les ravages du temps et en 1370, la toiture est emportée par une tempête. Amédée VII de Savoie, en 1383, y nomme comme châtelain, Aymon de Beaufort. En 1392, la régente Bonne de Bourbon confirme les franchises.
Jean de Serraval, dit Panserot, ancien écuyer du comte Vert, accompagne ce dernier dans sa croisade contre les Turcs. À son retour, il obtient la charge de châtelain de Faverges, en 1376. En 1381, il est autorisé à poursuivre la construction d'une tour carrée, dite tour de Serraval, par le comte. Jean de Serraval appartiendra d'ailleurs au Conseil comtal.
En 1391, Viffred de Gilly, fils du damoiseau Jacquemet de Gilly, est investi d'une tour ; le château est alors la possession d'Amédée VIII de Savoie.
Se succèdent, Louis Ier de Savoie de 1440 à 1455, puis son fils Louis de Genève de 1456 à 1469. Ce dernier se voit dans l'obligation de le céder à Amédée IX de Savoie qui le garde jusqu’à sa mort en 1472, puis, vient, Philibert Ier de Savoie de 1472 à 1482, Charles Ier de Savoie, qui cède, en 1483, à son frère, Jacques-Louis de Savoie, les revenus de la châtellenie, mais en conserve le droit de suzeraineté. Jacques-louis, mort en 1485, sans postérité, l'apanage fait retour à Charles Ier de Savoie qui le conserve jusqu’à sa mort en 1490. Le château est ensuite entre les mains de Charles II de Savoie de 1490 à 1496, Philippe II de Savoie de 1496 à 1497, Philibert II de Savoie de 1497 à 1504 et Charles III de Savoie de 1504 à 1520 et de 1530 à 1553. Il le vend, à la suite de la demande de la veuve de Jacque-Louis, Louise de Savoie, vicomtesse de Martigues, de rentrer en possession du château, le 11 décembre 1520 à cette dernière. Elle meurt en 1530, et le château fait retour au duc de Savoie.

### Les familles propriétaires: Maillard, Sallier et Angleys
Le duc Emmanuel-Philibert de Savoie l’aliène définitivement, le 15 juillet 1568 ou 1569,, à Pierre Maillard, gouverneur de Chambéry et du bailliage de Savoie (depuis 1560) et fait chevalier de l'Ordre de l'Annonciade le 3 août 1568, pour une somme de 2 500 écus d'or,. Trois mois plus tard, le 27 octobre 1569, la terre de Tournon érigée en comté,,, uni avec une part de la baronnie de Chevron. Son titre de comte de Tournon passe à son fils aîné en 1573, puis à son second fils, Proper-Marie, en 1576. Bien que la famille Maillard de Tournon porte le titre de seigneur de Tournon, les comtes de Savoie en gardent les droits de suzeraineté. Les Maillard perçoivent les revenus de la châtellenie, et nomme les juges et le châtelain.
La famille de Sallier hérite des terres et du titre de Tournon. Humbert Sallier épouse en effet Françoise de Gilly qui lui apporte en dot le comté. Philibert de Sallier (1638-1708) est fait comte de la Tour et marquis de Cordon. Il est à l'origine du château moderne de Tournon établit sur l'ancienne maison forte des Serraval. Ce château est vendu comme bien national le 14 fructidor an VII (31 août 1799), à une « association d'acquéreurs » rassemblant Louis Meynier, Louis-Nicolas, officier de gendarmerie et Jean Rieux, originaires de Chambéry,.
Il passe ensuite à la famille Guigouf-Soundag, famille de soyeux lyonnais, puis à Charles-Emmanuel Perret, notaire à Verrens,,.
Son fils Nicolas Perrer vend le château de Tournon, en 1859 au baron Jean-Marie Angleys, originaire de Termignon. Ce dernier a été créé baron par patentes du 1er juin 1842 à la suite de son mariage avec Louise Françoise Yacinthe Avet (1821-1863), fille du comte Hyacinthe Avet, un proche du roi Charles-Albert. Son fils, Ferdinand Angleys (1843-1936), hérite en 1875 le château de Tournon . Avocat, il a épousé Ursule Nouvel (1856-1925), « fille d'un conseiller du Parlement de Grenoble ». Il est élu à plusieurs reprises maire de Tournon. Son fils aîné, Jean Angleys (1877-1955), hérite en 1912 le château et le titre de baron. Natif de Chambéry, il épouse Marie de Buttet (1877-1966), originaire du château de Belmont, à Belmont-Tramonet. Leur fils, le baron Maurice Angleys (1913-1984), directeur général de la société Péchiney-Ugine-Kulmann,à Ugine, et son épouse, Agnès de Maistre (1921-2021), leur succèdent. La famille Angleys est toujours propriétaire du château.

## Description
Le château moderne est constitué d'éléments datant des XIVe et XIXe siècles. Le plan d'ensemble est celui d'un fer à cheval, constitué par un « bâtiment central, rectangulaire, orienté de l'est à l'ouest [...] flanqué à droite et à gauche de deux ailes, entre lesquelles s'étend la cour du château, ouverte du côté nord ». Il s'agissait très probablement à l'origine, selon l'historien Bernard Demotz, d'une motte.
Le château est constitué d'une enceinte, flanquée par deux tours, la tour « Marine » et la tour « du Pont ». Relativement escarpé, le plateau n'est qu'accessible aisément que dans sa partie nord-est, là où ont été installés les remparts et les deux tours. La première, avec ses murs épais (2 m pour les fondations), est tournée vers le nant des Ayes, à laquelle on a accolé au XVIIIe siècle un autre bâtiment. Le seconde, depuis disparue, est située au nord-est et protégeait « vraisemblablement » l'accès au château par un pont-levis, protégée par une herse.
L'entrée permet d'accéder à la basse-cour dans laquelle se trouvait la chapelle castrale, devenue l'église paroissiale, les communs, les écuries et un puits. Il reste de cette enceinte des vestiges, escarpe et contrescarpe, vers le nant des Ayes, ainsi qu'une poterne permettant d'accéder au nant. 
Dans la partie sud-est du plateau se tenait la motte où était installé le donjon, dite tour Motte, du XIIe siècle, accessible par un chemin de ronde. Elle est ceinte de murailles, et dont il reste les substructions avait des murs de 2 m d'épaisseur. Ses dimensions sont estimées, selon le cadastre de 1728, de « 10 m sur 12 m environ ». Des dépendances se dressaient au sud-est de la motte. Une porte, dit « porte du Comte Vert », permettait d'accéder au château roman. Le plan du cadastre de 1728 permet de se faire une idée de l'empreinte du château. 
La tour de Serraval du XIVe siècle, de plan carré, à quatre niveaux domine le bâtiment principal, elle est complétée, avant 1469, par un autre bâtiment dit de « la cuisine » et d'une tour renfermant un escalier à vis.
À la fin du XVIIe siècle Philibert Sallier de la Tour de Cordon, marquis de Cordon édifie le corps de logis principal. C'est en 1728 que fut ajoutée, au nord, donnant sur la cour d'entrée, la galerie sur portiques voûtés à l’italienne et l'aile est.
La tour Marine a été rénovée et abrite actuellement la bibliothèque municipale, des salles de réunion et une salle polyvalente.

## Châtellenie de Tournon

### L'organisation
Le château de Tournon est le centre d'une châtellenie comtale, dit aussi mandement,, relevant du bailliage de Savoie,. La châtellenie est mise en place lorsque la seigneurie revient dans le domaine de la maison de Savoie et la mise en place d'une nouvelle organisation, sous le règne du comte Pierre II de Savoie (1263-1268).
Le mandement proprement dit correspond au territoire relevant de la châtellenie, et il comprend, au XIIIe siècle, les paroisses de Montailleur, Saint-Vital, Cléry, Verrens, Plancherine, Gilly, Sainte-Hélène et les Millières,,. Elle relève du bailliage de Savoie.

### Les châtelains
Dans le comté de Savoie, le châtelain est un « [officier], nommé pour une durée définie, révocable et amovible »,. Il est chargé de la gestion de la châtellenie ou mandement, il perçoit les revenus fiscaux du domaine, et il s'occupe de l'entretien du château. Le châtelain est parfois aidé par un receveur des comptes, qui rédige « au net [...] le rapport annuellement rendu par le châtelain ou son lieutenant ».
Jusqu'à la fin du XVe siècle, la charge est occupée « exclusivement » par des membres de la noblesse savoyarde. L'un des principes appliqués était toutefois qu'ils n'appartiennent pas au territoire relevant de la châtellenie, même si cela est modifié au cours du XVe siècle, sous le règne du comte Amédée VI de Savoie. Vers la fin du XVe siècle, le châtelain n'est guère présent sur place et laisse la gestion des terres à son lieutenant.
Les premiers châtelains connus, grâce à la conservation des comptes de châtellenie, remontent au règne du comte Philippe Ier (1268–1285).

### Fonds d'archives
- Série : Comptes des châtellenies (1270-1521). Fonds : Comptes de châtellenie et de subsides; Cote : SA 10271-10442. Chambéry : Archives départementales de la Savoie (présentation en ligne).« Châtellenie de Tournon, Ugine et Faverges »
- Série : Comptes des châtellenies (XIIIe siècle-XVIe siècle). Fonds : Inventaire-Index des comptes de châtellenie et de subsides; Cote : SA. Chambéry : Archives départementales de la Savoie (présentation en ligne).p. 555-566, « Châtellenie de Tournon, Ugine et Faverges »
- Groupe de Chambéry (animé par Christian Guilleré) et Groupe de Lyon (animé par Jean-Louis Gaulin), « Comptes de châtellenies savoyardes », sur castellanie.net : « Recherche multicritères : « Tournon et Faverges » »